# ایرنه مونتروکیو
ایرنه مونتروکیو (اسپانیایی: Irene Montrucchio‎؛ زادهٔ ۷ اکتبر ۱۹۹۱) شناگر موزون اهل اسپانیا است.